# Великопольский, Антон Петрович
Антон Петрович Великопольский (1770—1830) — русский военный полковой и дивизионный командир во время Отечественной войны 1812 года, генерал-майор Российской императорской армии.

## Биография
Антон Великопольский родился в 1770 году; происходил из дворян Псковской губернии. В 1789 году был принят на действительную службу ротмистром в Казанский кирасирский полк; не являясь в полк, Великопольский был отправлен в Финляндию, где 21 августа принимал участие в сражении на реке Кюмени. По окончании похода Великопольский отправился к своему полку, в армию князя Потемкина, и принял участие в войне с Турцией.
В 1795 году Великопольский, произведенный в секунд-майоры, получил назначение состоять при проживавшем в Санкт-Петербурге последнем польском короле Станиславе-Августе. В 1798 году был произведён в подполковники, в 1790 г. — в полковники, а в 1800 году отправлен в Балтийский порт начальником войск, собранных там на случай войны с Британией. В 1803 году произведён в генерал-майоры с назначением шефом Северского драгунского полка, но вскоре по собственному прошению был уволен в отставку.
Через полгода Великопольский вновь вступил на службу и был назначен шефом Сибирского драгунского полка, в 1806 году снова уволился в отставку и во время Отечественной войны был избран начальником 15-й дружины и 5-й бригады Петербургского ополчения, участвуя с ним в боевых действиях корпуса графа Витгенштейна при селе Сиротени, у Козян, при мысе Струйне, а также 6 и 7 октября, при взятии Полоцка. За последнее сражение Великопольский был награждён орденом Святого Владимира 3 степени.
В сражении при Смольянах Великопольский был контужен ядром, но мужественно сражался, во главе дружины, при переправе французов через Березину. Лишённый возможности, вследствие контузии, принимать участие в боевых действиях, Великопольский был назначен комендантом города Юрбурга, с поручением устроить госпиталь на 2400 человек и собрать отставших от корпуса солдат. Исполнив поручение и частично восстановив здоровье, Великопольский отправился в Кенигсберг, где принял руководство над частью Петербургского и Новгородского ополчений, с коими отправился под Данциг и вступил в отряд генерала Левиза.
Затем он был отозван в Богемию и, состоя при Барклай де-Толли, участвовал в Лейпцигской битве, в которой был серьёзно ранен в ногу.
В ноябре 1813 года был зачислен по кавалерии без должности, а 7 июля 1828 года был назначен презусом комиссии военного суда при Санкт-Петербургском ордонанс-гаузе.
Антон Петрович Великопольский умер 22 января 1830 года в городе Санкт-Петербурге.